# Хронологија побуне у Јемену 2011.
Побуна у Јемену почела је 2011. у склопу Арапског пролећа и траје и данас. Хронологија се може поделити на протесте и устанак.

## Протести
У јануару 2011, убрзо након популарне смене владе Туниса, велики улични протести материјализују и у Сани, која је центар јеменског капитала и затражити промену власти. Побуна се проширила и на традиционално немирни југ, са посебно агресивним протестима у градовима као што су Аден и Та'изз. У почетку, демонстранти су протестовали против плана за измену устава, споре економије земље и високе стопе незапослености. Међутим, протести су постали већи до краја јануара и преузели димензију против председника Алија Абдулаха Салеха. Демонстранти су почели да отворено позивају на ново руководство у Јемену, укључујући најмање 10.000 на универзитету Сани. До фебруара, лидер опозиције Тавакел Карман је позвао на „дан беса“ у калуп за масовно демонстрације широм земље, које су помогле да обори владу Туниса и изврши притисак на владу председника Хоснија Мубарака у Египту. Снаге безбедности су одговориле на протесте у Аденском са живом муницијом и сузавцем. Након Мубарака који је напустио власт у Египту, демонстранти славећи револуције у Египту и Тунису позивали су на сличан устанак у Јемену. Председник Салех је позвао на национално јединство владе и 
обећао да ће се избори одржати за шест месеци у настојању да се прекине насиље и понудио место члановима опозиције у влади. Касније, у месец дана, смрт је пријављено Та'изз и Аденском после безбедносне снаге напале демонстранте са смртоносне силе. До краја фебруара, неколико великих племена у Јемену се придружило се антивладиним протестима и протестје прерастао у велики и убрзо се придружило преко 100.000 људи за неколико дана. Салех је поново позвао на национално јединство владе, али су опозициони лидери одбацили предлог и позвали Салеха да се повуче одмах.
У марту, опозиционе групе су представиле предлог који ће видети да Салех оде са власти мирно, али Салех је одбио да прими број истакнутих људи из јеменских власти поднео оставку због насиља. Дана 18. марта, убијено је 450 демонстранта у Сани. Неколико дана касније, Салех је најавио да ће бити спреман да напусти власт до краја године или чак и раније, али је касније потврдио да не би корак доле.
У априлу, Заливски савет за сарадњу је покушао да посредује крај кризе, израда неколико предлога за транзицију власти. Крајем месеца, Салех је сигнализирао да ће прихватити план којим би отишао са власти месец дана након потписивања Споразума и под условом да национално јединство владе води до избора. Иако су неки демонстранти бојкотовали договор, критикујући одредбе којима се одобрава председников имунитет од кривичног гоњења и захтевајући да се опозиција удружи са Салехом и његовим министрима у влади националног јединства Опозициони лидери су на крају пристали да га потпишу до краја месеца, међутим, Салех је касније одустао од споразума који је требало да склопи са опозицијом. Наравно и влада је најавила да неће потписати, стављајући ГЦЦ иницијативу на чекање.
Почетком маја, званичници су поново потврдили да ће потписати Салех ГЦЦ споразум, а опозиција је пристала да потпише, али ако га Салех потпише лично, у својству председника. Међутим, Салех поново подржао даље, рекавши договор.
Крајем маја, опозициони лидери су добили уверавања да ће Салех потписати ГЦЦ-план на крају крајева. Али Салех је још једном одлучило да не потпише, али напети застој се десио 22. маја, када су Салехове присталице окружиле зграду амбасаде Уједињених Арапских Емирата у Сани, заробивши међународне дипломате (укључујући и генералног секретара ГЦЦ) унутар све док није влада послала хеликоптер да их трајектом пребаци до председничке палате.

## Устанак
Дана 23. маја, Салех је одбио да потпише споразум транзиције, шеик Ел Ахмар Садик, шеф Хасхид племенских савеза, једног од најмоћнијих племена у земљи, изјавио је подршка за опозицију и њихове наоружане присталице, ступилесу у сукоб са снагама безбедности у главном граду Сани. Тешке уличне борбе су уследиле, којису обухватале артиљеријско и минобацачко гранатирање. Милиција је опколила и блокирала неколико владиних зграда у главном граду и људи на терену су пријављивали да је изгледало као да се ситуација погоршава у грађански рат.
Како се ситуација у Сани погоршавала, око 300 исламских милитаната су напали и заробили приморски град Зињибар (становништво 20,000) (види битка Зињибар). Приликом преузимања града, милитанти су убили пет полицајаца, укључујући и високг официра и једног цивила. Још два војника су убијена у сукобима са екстремистима у Лодеру.
Трећи дан борби, војне јединице које су пребегле опозицији, први пут су биле хит минобацачи убивши три војника и ранивши десет. До вечери, објављено је да су племена преузела контролу над зградом МУП-а. Прекид ватре је објављен крајем 27. маја, од ел Ахмар, и следећег дана, примирје је ступило на снагу.
Опозициони демонстранти су окупирали главни трг Та'изз од почетка устанка против владавине председника Салеха. Протести су у највећем делу билим мирни. Међутим, то се променило 29. маја, када је војна операција почела да угуши протесте и растера демонстранате из њиховог кампа на тргу. Трупе су наводно користиле употребу живе муниције и са воденим топовима растеривале демонстранте, спаљујући шаторе и булдожерима прегазили неке од њих. Опозиција је описала догађај као масакр.
Међутим, до 31. маја, примирје је прекинуто и уличне борбе настављале у Сани, а племена су преузела контролу над оба седишта Конгреса владајуће генерално канцеларије водоводног предузећа.
1. јуна, јединице лојалиста председничке гарде, под командом једног од Салехових синова, гранатирали су седиште војске 1. оклопне дивизије, иако пребегле војне јединице, која је држала неутралну позицију у сукобу лојалиста и племена. Најгоре борбе биле су на северном Хасаба комшилуку, где је Влада артиљеријском ватром тешко оштетила куће Ел Ахмар и искључила струју и воду. Јединица локалне самоуправе, на челу једног од Салехових синова и лојалне специјалне снаге напале су али нису успели да поврате Хасаба управну зграду. Племенски борци су такође запленили канцеларију тужиоца на северозападу града. Министар унутрашњих послова је изјавио да су племена такође заузела пет зграда у про-Салех Хада комшилуку. Током 24 сата од распада примирја, 47 је људи погинуло на обе стране током тешких уличних борби укључујући, 15 племена и 14 војника.
Дана 3. јуна, бомбардовања у председничкој палати леве Салех повређено и седам других највиших државних званичника рањено. Салех, премијер, заменик премијера, парламент главни, гувернер Сане и председничких помоћник је рањено док су били моле у џамији у палату једињење. Салех је првобитно рекао да је повређен у пределу врата и третирани на сцени, а касније извештаји указивали његове ране су били далеко тежа - укључујући срушио плућа и опекотине преко 40% његовог тела Четири председничка гарда и шеик. али Мохсен ел Матари, имама у џамији, су убијени.
Као Салех је летео на Саудијској престоници Ријаду за операцију 4. јуна, прекид ватре је посредовао Саудијске Арабије краљ Абдулах Потпредседник Абд ел Рабу Мансура ел Хади преузео својству вршиоца дужности председника и врховног команданта. оружане снаге Упркос прекиду ватре, спорадично насиље наставља у главном граду. Салех је моћна синови, такође су остали у Јемену, уместо да путују у Саудијску Арабију са својим оцем. 
Почетком јула Влада је одбацила захтеве опозиције, укључујући и формирање прелазне савета са циљем формално пренос енергије из тренутне администрације да техничка влада требало да надгледа Јемен први-икада демократских избора У. Одговору, фракције опозиција је најавила формирање своје 17-члана Прелазно веће 16. јула, иако Заједнички састанак уговорнице које су функционисале као кишобран за многе јеменски опозиционих група током устанка рекао Савјет није их заступају и не одговара њиховим „плана“ за земљу.
Дана 6. августа, Салех је напустио болницу у Саудијској Арабији, али се није вратио у Јемен.
Дана 18. септембра војници лојални председнику Салех отворила ватру на демонстранте у Санаа, усмртивши најмање 26 људи и повређено више стотина. Сведоци кажу снага безбедности и наоружаних цивила отворили ватру на демонстранте који су напустили Промена трг, где су улогориле од фебруара захтевајући промену режима, а марширали према центру града. Раније тог дана, влада трооопс испалила минобацаче у Ел Хасаба округа у Сана, дом за опозицију племенске главни Шеик Садек ел Ахмар који је рекао да му борци се нису вратили ватру након што су гранатирали републичка гарда. 
19. септембра владиних трупа и снајперисти у оближњим зградама поново су отворили ватру у понедељак у мирних демонстраната и пролазника у промени Тргу престонице, убивши најмање 28 људи и рањено више од 100. Додатне смртних случајева пријављено у југозападном граду Таиз, где су двоје људи погинуло, а 10 је повређено из ватреног оружја из Салех лојалисти. Абду ел Јанади, Јемен заменик министар информисања, одбацио оптужбе да је влада планира нападе на демонстранте, а оптужени оно што је он описао као „непознати нападачи“ вршења дела. Дана 19. септембра демонстраната и бивши војници упали. база елита републиканске гарде, који су лојални председнику. Извештаји рекао, не један метак испаљен као гарде су побегли у базу, остављајући иза себе своје оружје.
Дана 22. септембра борбе је избио између Републиканске гарде трупе под командом Салех син Ахмед, и дисиденти лојални генерал Али Мохсен ел Ахмар. Борба против које је била концентрисана од 18. септембра у центру града и на промене Тргу проширила на Сана ел Хасаба округу, где је наоружани лојални моћних дисиденту племенских шеика шеф Садик ел Ахмар тргује ватру са присталицама Сагхир ибн Азиза, племена лојалних да Салех.
Дана 23. септембра, јеменски државе телевизија саопштава да је Салех се вратио у земљу после три месеца усред повећања превирања у недељи која је видела повећана пуцњаву на улицама Сане и више од 100 смртних случајева.